# Марсіанська місія Еміратів
Марсіанська місія Еміратів (араб. مشروع الإمارات لإستكشاف المريخ, англ. Emirates Mars Mission) — космічний зонд для дослідження Марса, який збудовано на потужностях Об'єднаних Арабських Еміратів. Запуск здійснено о 00:58 20 липня за київським часом (19 липня 2020 року, 21:58:14 UTC) з космічного центру Танегасіма за допомогою ракети-носія H-IIA. 14 і 15 липня ОАЕ двічі переносила старт місії через грозові хмари на космодромі. Зонд отримав назву «Аль-Амаль» («Надія»).
Ця місія має стати першою космічною місією, відправленою мусульманською країною. Зонд вивчатиме добові зміни клімату через сезонні цикли, погодні явища у нижніх шарах атмосфери, такі як шторми, а також зміни погоди Марса в різних місцевостях. Зонд спробує відповісти на питання — чому атмосфера Марса втрачає водень і кисень, а також причини різких змін клімату Марса.
«Надія» була першою з трьох космічних місій, відправлених до Марса під час вікна запуску липня 2020 т. Інші дві місії були запущені національними космічними агенціями Китаю («Тяньвень-1») та США («Марс 2020» та її марсохід «Персеверанс»). Очікується, що всі три прибудуть до Марса у лютому 2021. «Марсіанська місія Еміратів» була першою, яка вийшла на орбіту Марса 9 лютого 2021 року. Успішний вихід на орбіту Марса зробив ОАЕ другою країною після Індії, якій це вдалося з першої спроби.

## Огляд
Місія була анонсована шейхом Халіфа бін Заїд Аль Нагаяном президентом ОАЕ у липні 2014 року з метою збагачення можливостей інженерів ОАЕ і збільшення знань щодо атмосфери Марса.
Орбітальний апарат вивчатиме марсіанську атмосферу та клімат і буде збудований Космічним центром імені Мухаммеда бін Рашида, університетом Колорадо, університетом штату Аризона, університетом Каліфорнії (Берклі). Запуск апарата успішно здійснено 20 липня 2020 року, подорож до Марса триватиме 7—9 місяців.
Для досягнення цілей місії Mars Hope, було підписана угода між космічним агентством ОАЕ та Космічним центром імені Мухаммеда бін Рашида, відповідно до директиви, наданої Мохаммедом ібн Рашид Аль Мактумом, прем'єр-міністром і віцепрезидентом Об'єднаних Арабських Еміратів, правителем (еміром) Дубаю.

## Цілі
Наукова мета поставлена перед місією — створення повної картини марсіанської атмосфери. Апарат буде досліджувати як змінюється погода протягом дня і протягом року, вивчати метеорологічні події в нижніх шарах атмосфери, такі як пилові бурі, а також спостерігати за погодою в різних географічних областях Марса.

## Наукові інструменти
На борту супутника встановлено три прилади:
- Emirates eXploration Imager (EXI) — багатодіапазонна камера, здатна створювати зображення з просторовою роздільною здатністю від 8 км[12].
- Emirates Mars Infrared Spectrometer (EMIRS) — інфрачервоний спектрометр для дослідження температурних профілів, льоду, водяної пари і пилу в атмосфері. EMIRS забезпечить огляд нижньої і середньої атмосфери[13][14].
- Emirates Mars Ultraviolet Spectrometer (EMUS) — ультрафіолетовий спектрометр для вимірювання концентрацій кисню і водню у верхніх шарах атмосфери[15].

## Результати місії
Перші результати досліджень проведених зондом «Аль-Амаль» стосовно зміни товщини пилу на поверхні Марса після пилової бурі у 2022 році були отримані за допомогою інфрачервоного спектрометра EMIRS, який мав змогу спостерігати теплові сигнатури на поверхні Марса.